# Wladimir Antipin
Wladimir Jurjewitsch Antipin (russisch Владимир Юрьевич Антипин; * 18. April 1970 in Temirtau, Kasachische SSR) ist ein ehemaliger kasachischer Eishockeyspieler und jetziger -trainer. Sein Sohn Wiktor ist ebenfalls Eishockeyprofi, spielt international aber für Russland.

## Karriere

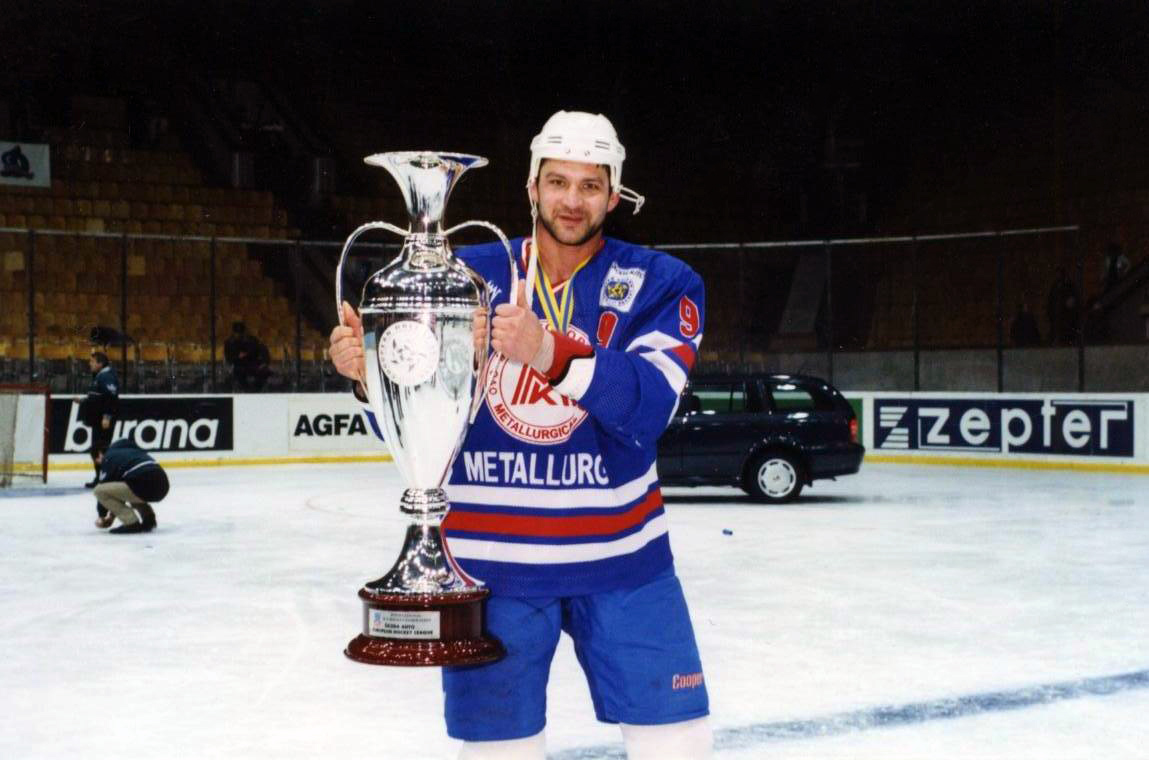
Wladimir Antipin mit dem Siegerpokal der European Hockey League, 1999

### National
Wladimir Antipin begann seine Karriere in der Saison 1988/89 beim sowjetischen Zweitligisten Awtomobilist Karaganda. In seiner ersten Saison absolvierte er sieben Spiele. 1991 spielte Antipin in der ersten sowjetischen Liga bei Torpedo Ust-Kamenogorsk. 1996 wechselte der Verteidiger zum tschechischen Verein HC České Budějovice, wo er nur eine Saison spielte. Danach wurde er vom russischen Erstligisten Metallurg Magnitogorsk für zwei Spielzeiten verpflichtet. Weitere Stationen seit der Saison 2000/01 waren HK Lada Toljatti, Sewerstal Tscherepowez, Metallurg Nowokusnezk, HK Awangard Omsk, HK Sibir Nowosibirsk, Kasachmys Karaganda, HK Metschel Tscheljabinsk und Chimik Moskowskaja Oblast. Bei Amur Chabarowsk aus Russland stand Antipin von 2006 bis 2009 unter Vertrag und wechselte danach zum kasachischen Verein Barys Astana, wo er 2010 seine Karriere beendete.
Von 2010 bis 2013 war er als Assistenztrainer bei Sibirskije Snaipery Nowosibirsk aus der multinationalen Nachwuchsliga Molodjoschnaja Chokkeinaja Liga tätig. 2015 war er zeitweise Assistenztrainer beim HK Traktor Tscheljabinsk in der Kontinentalen Hockey-Liga.

### International
1998 nahm Wladimir Antipin mit Kasachstan an den Olympischen Winterspielen in Nagano teil und erzielte dabei in sieben Spielen ein Tor und einen Assist. Auch 2006 wurde Antipin in die kasachische Nationalmannschaft berufen und nahm an den Olympischen Winterspielen 2006 teil, wobei er in fünf Spielen einen Treffer für sich verbuchen konnte. Zuvor hatte er bereits an der Qualifikation für die Spiele in Turin teilgenommen.
Er bestritt für Kasachstan zunächst die C-Weltmeisterschaften 1993, 1995 und 1996, die B-Weltmeisterschaft 1997, als er in das All-Star-Team des Turniers berufen wurde, und die A-Weltmeisterschaft 1998. Nach Umstellung auf das heutige Divisionensystem spielte er 2004, 2005 und 2010 in der Top-Division sowie 2009 in der Division I.

## Erfolge und Auszeichnungen
- 1996 Aufstieg in die B-Gruppe bei der C-Weltmeisterschaft
- 1997 Aufstieg in die A-Gruppe bei der B-Weltmeisterschaft
- 1997 All-Star-Team der B-Weltmeisterschaft
- 1998 Russischer Pokalsieger mit dem HK Metallurg Magnitogorsk
- 1999 Russischer Meister mit dem HK Metallurg Magnitogorsk
- 1999 European-Hockey-League-Gewinn mit dem HK Metallurg Magnitogorsk
- 2000 European-Hockey-League-Gewinn mit dem HK Metallurg Magnitogorsk
- 2009 Aufstieg in die Top-Division bei der Weltmeisterschaft der Division I, Gruppe A